# オウ (オート＝ガロンヌ県)
オウ （Oô）は、フランス、オクシタニー地域圏、オート＝ガロンヌ県のコミューン。

## 地理
オウはピレネー山脈の中心、コマンジュ地方に位置する。北はラブスト谷と接し、南はスペイン国境とクラビウル山、ペルディゲール山（オート＝ガロンヌ県最高峰）、グルジュ・ブラン山と接している。
オウはサン＝ゴーダンスの南西56km、ネスト・ドウ川のほとりにある。

## 人口統計
| 1962年 | 1968年 | 1975年 | 1982年 | 1990年 | 1999年 | 2006年 | 2011年 |
| ------ | ------ | ------ | ------ | ------ | ------ | ------ | ------ |
| 135    | 103    | 117    | 106    | 105    | 108    | 104    | 113    |

参照元:1999年までEHESS、2004年以降INSEE

## 史跡

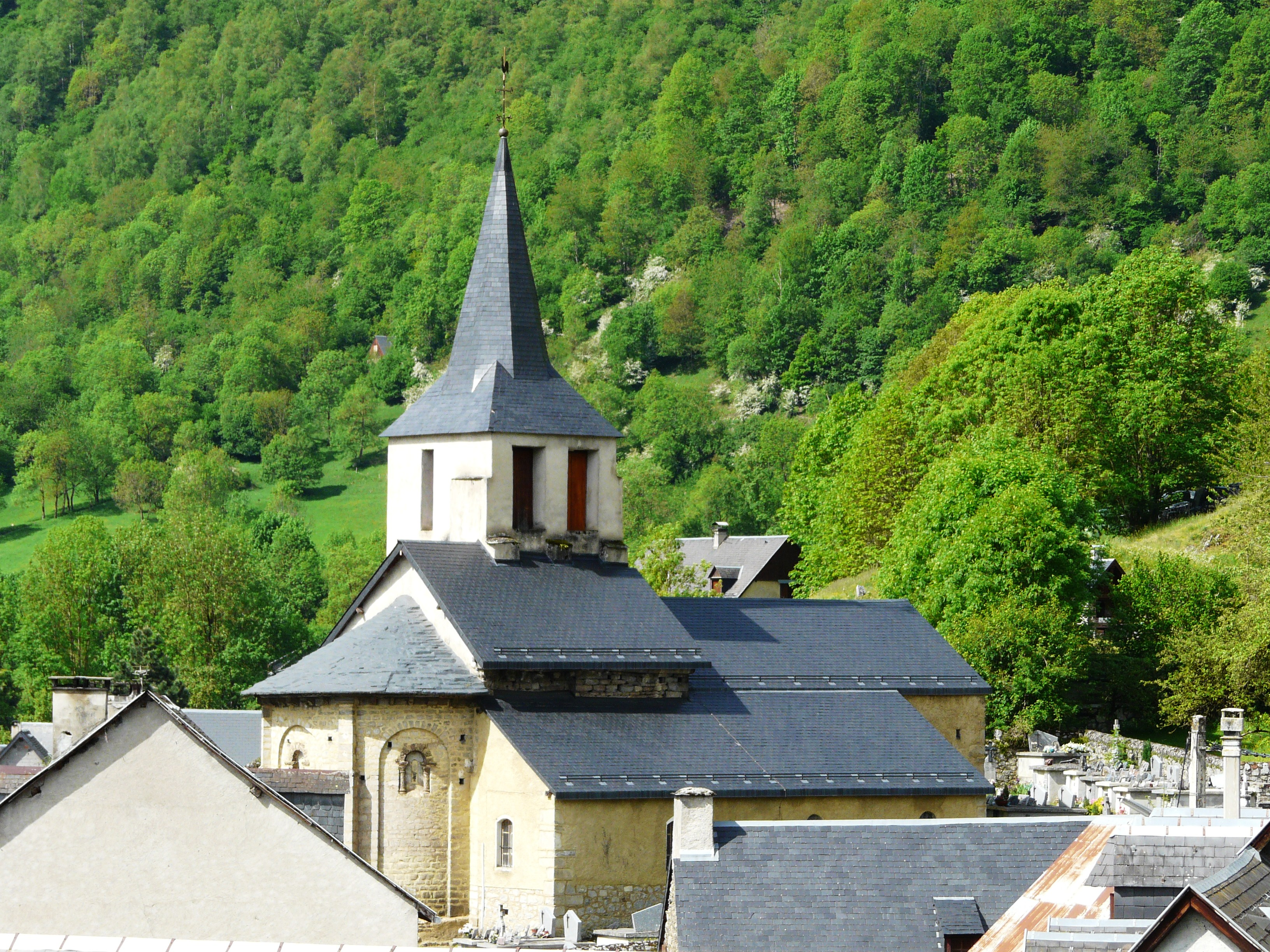
サン・ジャック教会。12世紀
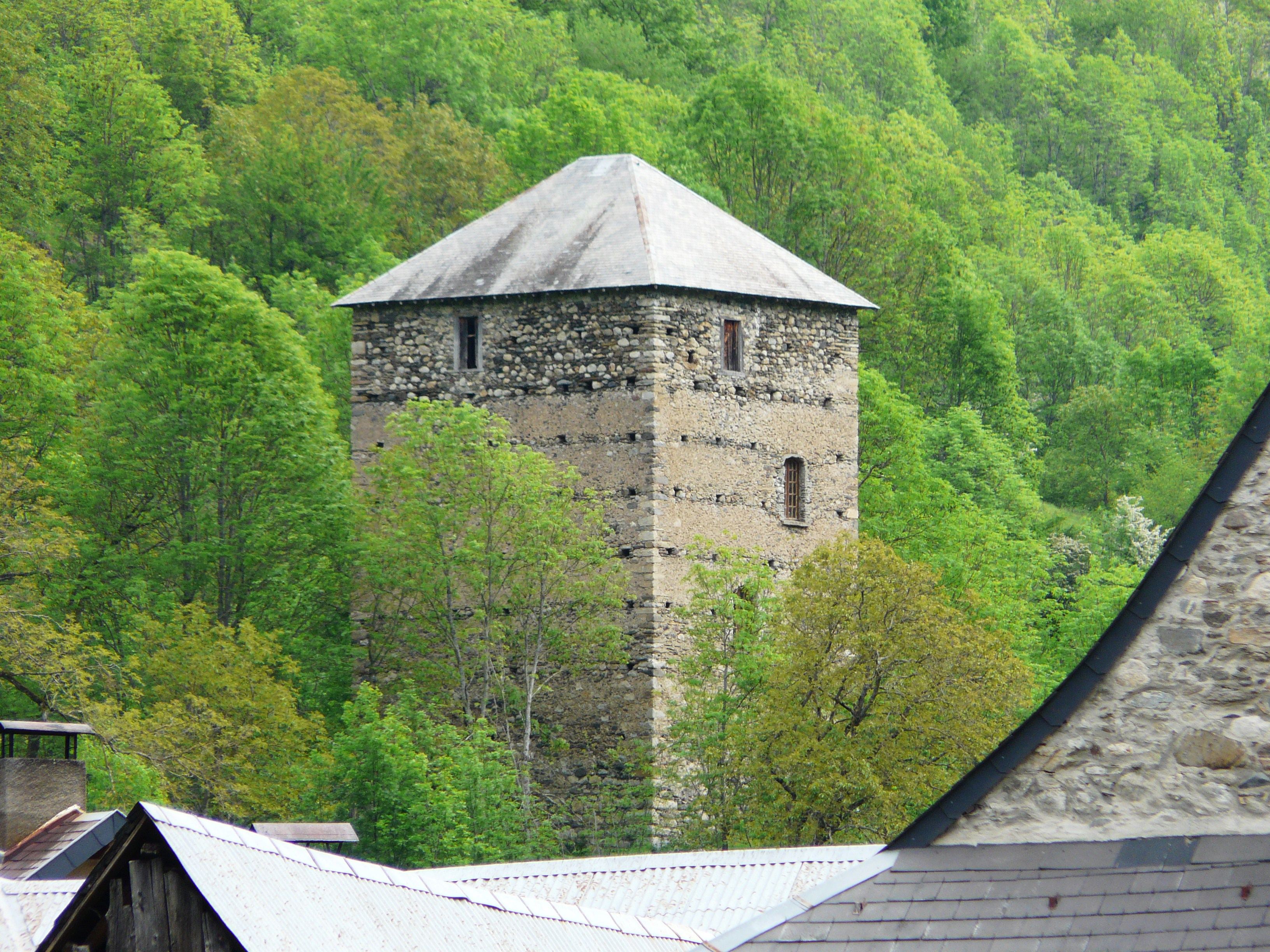
シニョー・ド・カステ塔。10世紀から11世紀
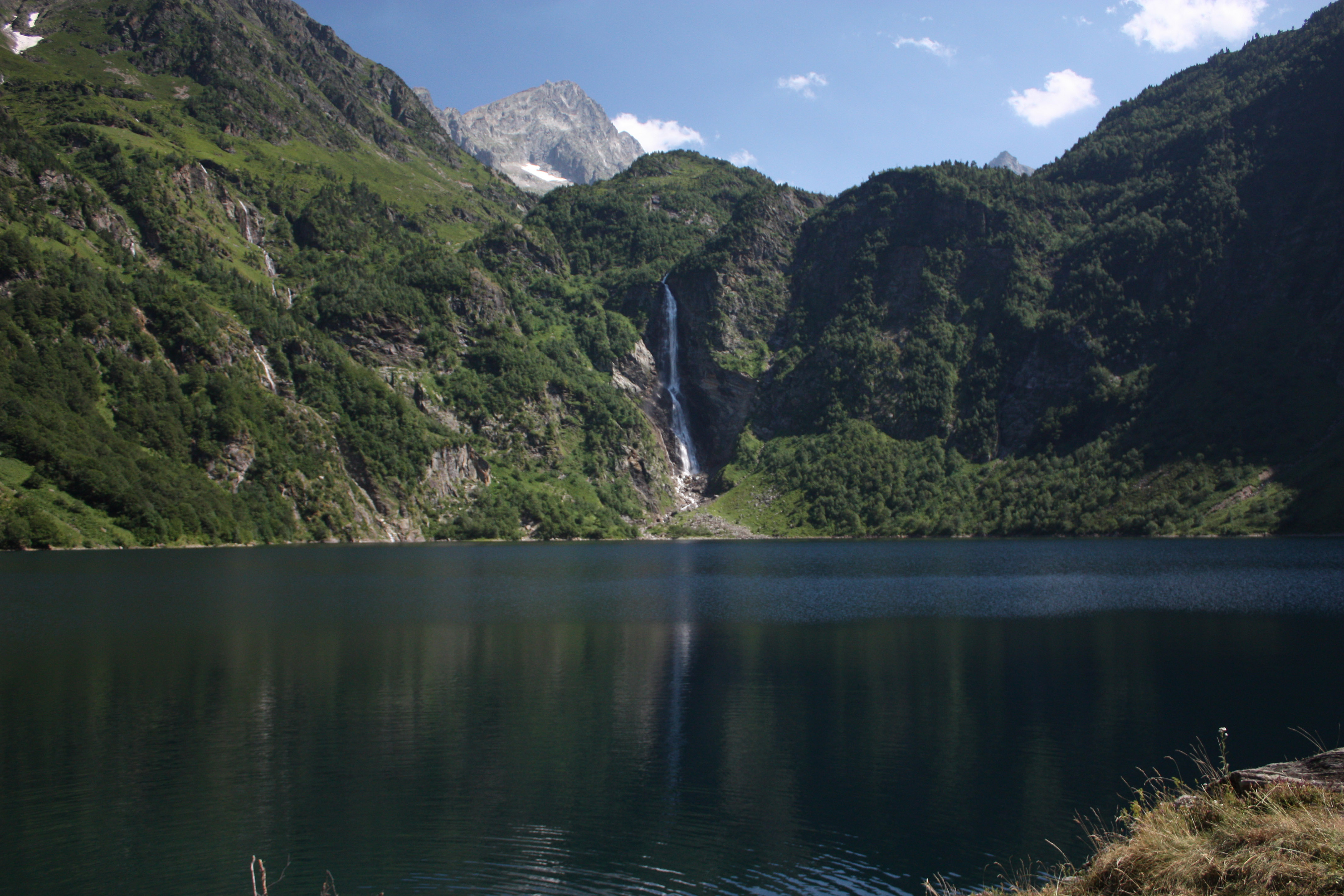
オウ湖
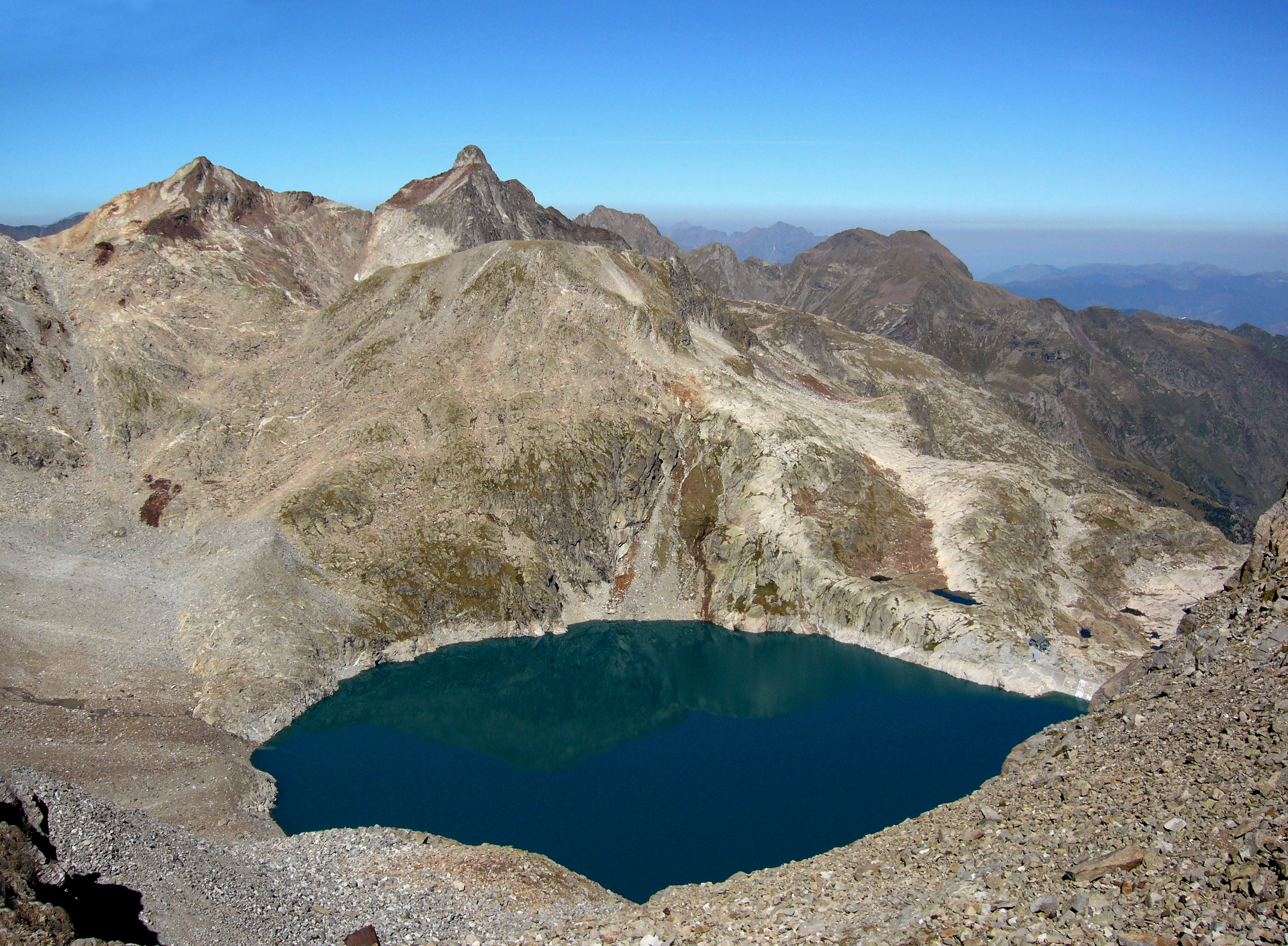
ポルティヨン湖